# Wichracz
Wichracz – potok, lewy dopływ potoku Polanka. Wypływa kilkoma źródłowymi ciekami na wschodnich stokach wzgórza Wichraż w miejscowości Leszczyna w województwie małopolskim, w powiecie bocheńskim, w gminie Trzciana. Najwyżej położony wypływ znajduje się na wysokości około 368 m. Od wysokości 282 m potok spływa jednym już korytem przez miejscowości Leszczyna i Królówka. W tej drugiej na wysokości około 250 m uchodzi do Polanki. Następuje to w zabudowanym centrum miejscowości po północnej stronie kościoła.
Zlewnia potoku Wichracz znajduje się na Pogórzu Wiśnickim, w gminie Trzciana i Nowy Wiśnicz i obejmuje częściowo tereny porośnięte lasem, częściowo tereny pól uprawnych i zabudowań.